# Aéroport de Rocky Mountain House
L'aéroport de Rocky Mountain House est un aéroport situé en Alberta, au Canada.